# Flavín mononucleótido
El flavin mononucleótido (FMN), o riboflavina-5′-fosfato, o fosfato de lactoflavina, es una biomolécula derivada de la riboflavina (vitamina B2). Esta molécula funciona como grupo prostético y cofactor en varios tipos de oxidorreductasas, incluyendo a la NADH deshidrogenasa, y en algunos fotorreceptores biológicos para el color azul. En los seres vivos es sintetizada por la enzima riboflavina quinasa.
Durante el ciclo catalítico, dentro de varias oxidorreductasas se produce la interconversión reversible entre la forma oxidada (FMN), semiquinona (FMNH•) y reducida (FMNH2) de este cofactor. 
El FMN es un agente oxidante más poderoso que el NAD, y resulta particularmente útil para los organismos ya que puede tomar parte tanto en transferencias de uno como de dos electrones. Como receptor para la luz azul, el FMN oxidado se aparta de los fotorreceptores convencionales en cuanto que su mecanismo de señalización no implica una isomerización E/Z.
Es la principal forma en que se encuentra la riboflavina en el interior de las células y tejidos biológicos. En términos energéticos es más costoso de producir que la riboflavina, pero también es más soluble.

## Aditivo alimentario
El flavín mononucleótido se utiliza también como colorante alimentario rojo-naranja bajo el número E101a.
El colorante alimentario E106, muy empartentado químicamente es la sal sódica de la riboflavina-5'-fosfato, la cual se encuentra formada principalmente por la sal monosódica del ester 5'-monofosfato de la riboflavina. Este compuesto una vez ingerido, se convierte rápidamente en riboflavina libre. Se encuentra en muchos alimentos para bebés y niños pequeños, así como en mermeladas, productos lácteos y dulces.